# Верейский сельский округ
Верейский сельский округ — упразднённая административно-территориальная единица, существовавшая на территории Орехово-Зуевского района Московской области в 2003—2006 годах.
Верейский сельсовет был образован в составе Орехово-Зуевского района Московской области 6 апреля 1937 года. В него вошли посёлки Верея, Губинский, Дорогали-1, Дорогали-2, Казённая Верея, Красные Баки, Новая Верея, Новый, Озерецкий, Сажени, Снопок, Сосниха, посёлки участков № 46 и № 47, а также селение Журавлиха.
14 июля 1938 года Верейский сельсовет был упразднён, а его территория передана в административное подчинение рабочему посёлку Верея.
11 марта 2003 года Верейский сельский округ был восстановлен в составе Орехово-Зуевского района. В него вошли селения Верея, Дорогали-2, Озерецкий, Снопок Новый, Тополиный, Щучье Озеро, 1-го Мая и 42-й участок, ранее административно подчинённые рабочему посёлку Верея (который 10 января 2003 года был преобразован в сельский населённый пункт).
8 апреля 2004 года к Верейскому с/о был присоединён Дровосецкий сельский округ.
25 февраля 2005 года в Верейском с/о посёлок 42-го участка был переименован в Прокудино.
В ходе муниципальной реформы 2004—2005 годов Верейский сельский округ прекратил своё существование как муниципальная единица. При этом все его населённые пункты были переданы в сельское поселение Верейское.
29 ноября 2006 года Верейский сельский округ исключён из учётных данных административно-территориальных и территориальных единиц Московской области.